# تياغو إيسخايو
تياغو إيسخايو (بالبرتغالية: Tiago Esgaio‏) هو لاعب كرة قدم برتغالي في مركز الوسط، ولد في 1 أغسطس 1995 في نازاري في البرتغال. لعب مع نادي بيلينينسيس.

## وصلات خارجية
- تياغو إيسخايو على موقع الاتحاد الأوربي (الإنجليزية)
- تياغو إيسخايو على موقع قاعدة بيانات كرة القدم.إي يو (الإنجليزية)
- تياغو إيسخايو على موقع Soccerway.com (الإنجليزية)